# Андрианополь
Андрианополь — село в Кваркенском районе Оренбургской области в составе Аландского сельсовета.

## География
Находится на правобережье реки Суундук на расстоянии примерно 29 километров на север-северо-восток от районного центра села Кваркено.

## Климат
Климат резко континентальный с недостаточным количеством осадков в течение года (около 350 мм). Зима (начало ноября — конец марта) умеренно холодная с устойчивыми морозами. Преобладающая дневная температура воздуха в наиболее холодные месяцы — −12°…−16 °C, ночная — −17…−20 °C (абс. мин. — −46 °C). Снежный покров устанавливается в конце ноября, толщина его к концу февраля достигает 40 см. Весна (конец марта — конец мая) в первой половине прохладная, во второй — тёплая. Снежный покров сходит в начале апреля. По ночам до конца мая возможны заморозки. Лето тёплое, преимущественно с ясной погодой. Преобладающая дневная температура воздуха 22—24 °C (абс. макс. 40°С), ночная 14—16 °C. Периодически бывает засуха. Осень (конец августа — начало ноября) в первой половине малооблачная, тёплая. Во второй половине преобладает пасмурная погода с затяжными моросящими дождями. В конце сезона выпадает снег. Ночные заморозки начинаются с конца сентября.

## История
Село застроено в 1843 году и получило своё название по городу Адрианополю (ныне Эдирне, Турция), расположенному на Балканском полуострове. В период русско-турецкой войны 1828—1829 годов русские войска 8 августа 1829 года овладели Адрианополем и был подписан выгодный для России мир. В момент основания рабочее название поселения было «станица № 17». В 1928-29 году в селе был организован колхоз «Путь к социализму» (278 хозяйств), который просуществовал вплоть до реорганизации в отделение совхоза «Кваркенский» (1957 год).

## Население
Постоянное население составляло 339 человек в 2002 году (русские 84 %), 193 человека в 2010 году.